# Blandspråk
Ett blandspråk är ett språk som är en blandning mellan två språk, och kan exempelvis ha sitt ordförråd från ett språk medan grammatiken kommer från ett annat. Detta skiljer sig från pidgin- och kreolspråk där ett helt nytt språk uppstår baserat på ordförrådet från så kallat superstratspråk. Blandspråk är ovanliga, ett exempel är michif, där nästan alla verb kommer från cree, medan substantiv och adjektiv kommer från franska.